# Democratic Alliance
Die Democratic Alliance (DA; afrikaans Demokratiese Alliansie), zu deutsch Demokratische Allianz, ist eine südafrikanische politische Partei und war bis zu ihrem Eintritt in die Regierungskoalition 2024 die größte Oppositionspartei zum regierenden Afrikanischen Nationalkongress (ANC).

## Entwicklung

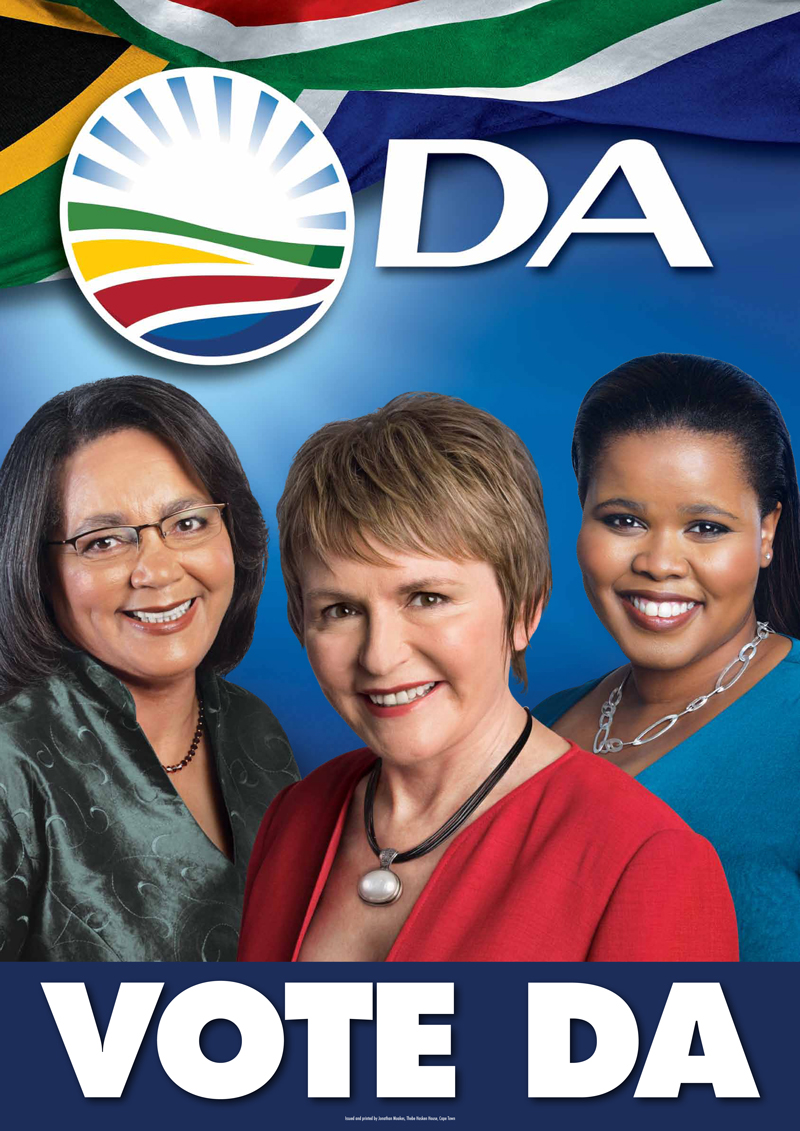
Wahlplakat der DA aus dem Jahr 2011. V. l. n. r.: Patricia de Lille – Helen Zille – Lindiwe Mazibuko

Die Partei wurde 2000 als Zusammenschluss der Democratic Party (DP), der Nuwe Nasionale Party (NNP) und der kleinen Federal Alliance (FA) gegründet. Der Zusammenschluss hielt bis Ende 2001, als NNP und FA die Allianz verließen, während die DP den neuen Namen beibehielt. Erster Parteiführer war Tony Leon, der am 6. Mai 2007 von Helen Zille abgelöst wurde, ehemalige Bürgermeisterin von Kapstadt und seit 2009 Ministerpräsidentin der Provinz Westkap. Sie trat zur Wiederwahl als Parteivorsitzende 2015 nicht mehr an. Am 10. Mai 2015 wurde Mmusi Maimane Parteivorsitzender, der auch Oppositionsführer in der Nationalversammlung war. Damit führte erstmals ein Schwarzer die Partei.
Die Partei konnte ihren Stimmenanteil von der ersten Wahl nach Ende der Apartheid-Politik 1994 bis zu den Wahlen 2014 stetig ausbauen und erlitt 2019 erstmals Verluste.
Bei der Wahl zur Nationalversammlung 2004 erreichte sie 12,4 % und bei der Wahl 2009 bereits 16,7 % der Stimmen.
In der Provinz Westkap konnte die DA 2009 erstmals die absolute Mehrheit erringen. Das Westkap ist zugleich die einzige von neun Provinzen Südafrikas, in der nicht der ANC regiert.
Die Independent Democrats (ID), die vier Sitze in der Nationalversammlung hielten, gingen 2014 in der DA auf. Bei der Wahl 2014 erhöhte sich der Stimmenanteil der Partei auf 22,2 %. Damit stellte sie weiterhin den Oppositionsführer. In der Provinz Westkap errang sie bei den gleichzeitig abgehaltenen Provinzwahlen 59,4 % der Stimmen.
Bei den landesweiten Kommunalwahlen 2016 erreichte sie 27,0 % und wurde stärkste Partei in drei weiteren Metropolgemeinden neben Kapstadt. Bei den Wahlen in Südafrika 2019 blieb die DA trotz leichter Verluste mit 20,8 % der Stimmen zweitstärkste Partei und konnte die absolute Mehrheit im Parlament der Provinz Westkap verteidigen.
Am 20. Oktober 2019 wurde Zille in einer Kampfabstimmung zur „Bundesvorsitzenden“ gewählt. Daraufhin traten mehrere Führungskräfte, darunter der Vorsitzende Mmusi Maimane und Athol Trollip, zurück. Maimane trat auch als Oppositionsführer zurück und wurde am 27. Oktober 2019 durch den Chief Whip der DA in der Nationalversammlung, John Steenhuisen, ersetzt. Seit 2019 ist Alan Winde der Premierminister in der südafrikanischen Provinz Western Cape. Er folgte hiermit Hellen Zille im Amt.
Die DA ist Mitglied der Liberalen Internationale.

## Programmatik
Die DA fasst ihre politische Philosophie als den Glauben an eine „Gesellschaft mit Chancen für alle“ („Open Opportunity Society for All“) zusammen. Die ehemalige Parteivorsitzende Helen Zille argumentierte, dass dies in direktem Gegensatz zum Regierungsansatz des regierenden ANC stehe, der, zu einer „geschlossenen Vetternwirtschaft“ geführt habe. Dies bildete die Grundlage für die im Wahlmanifest 2009 ausgedrückte Zielsetzung, eine Gesellschaft aufzubauen, indem Ergebnisse mit „Chance, Anstrengung und Fähigkeit“ verknüpft werden.
Die historischen Wurzeln der DA sind weitgehend liberal-demokratisch. In den 1990er Jahren blieb die Partei mit liberalen Werten verbunden, obwohl die Unterstützung des Parteichefs Tony Leon für die Wiedereinführung der Todesstrafe, der umstrittene Wahlkampfslogan der Partei von 1999 „Fight Back“ und das kurzlebige Bündnis mit der Mitte-Rechts angesiedelten New National Party Kritik von links hervorriefen. Nach Helen Zilles Wahl zum Parteiführer versuchte die DA, sich als Alternative zum ANC neu zu positionieren. Die wirtschaftspolitischen Vorstellungen der Partei unterstützen eine Mischung aus hohen Ausgaben für wichtige soziale Dienstleistungen wie Bildung und Gesundheitsversorgung, einen Zuschuss für das Grundeinkommen, staatliche Regulierungsrahmen, verbunden mit einer wirtschaftsliberaleren Politik, die eine Reduzierung des Haushaltsdefizits und einen deregulierten Arbeitsmarkt zum Ziel hat. 2009 beschrieb die Parteivorsitzende Zille die Wirtschaftspolitik ihrer Partei als pragmatisch: „Wir glauben, dass der Staat eine entscheidende Rolle bei der sozioökonomischen Entwicklung zu spielen hat. Wir sind keine Fundamentalisten des freien Marktes. Ebenso glauben wir nicht, dass ein Staat mit begrenzter Kapazität sich selbst übergreifen sollte.“Einzelnachweis?

### Aktuelle Richtlinien

#### Innere Sicherheit
Im Plan zur Inneren Sicherheit mit dem Titel „Furcht bekämpfen, Hoffnung befehlen“ verpflichtete sich die DA, die Zahl der Polizisten um 250.000 zu erhöhen. Das sind 60.000 mehr als das eigene Ziel der Regierung. Die Partei kündigte auch Pläne an, 30.000 zusätzliche Detektive und forensische Experten und 500 weitere Staatsanwälte einzustellen, um den Rückstand anhängiger Verfahren zu reduzieren und eine „Direktion für Opfer von Straftaten“ einzurichten, die die Opfer von Straftaten finanziell und anderweitig unterstützen würde.
Darüber hinaus kündigte die Partei ihre Unterstützung für ein Gefängnisarbeitsprogramm an, das die Haftanstaltsinsassen in verschiedenen Gemeinschaftsaufwertungsprogrammen zur Arbeit bringen würde. Der Vorschlag wurde von den Gewerkschaften kritisiert, die glaubten, dass er unethisch sei und zu Arbeitsplatzverlusten führen würde.
Ende 2008 nahm die DA gegen die V. I. P.-Schutzeinheit des südafrikanischen Polizeidienstes Stellung, nachdem mehrere Beamte der Einheit wegen schwerer Straftaten angeklagt wurden. Die Partei veröffentlichte später Unterlagen über die schlechte Disziplinarbilanz der Einheit und behauptete, ihr Divisionskommandant sei selbst wegen schwerwiegender Vorfälle in die Kritik geraten.
Der Staatsanwalt war entschieden gegen die Auflösung der Scorpions Crime Investigation Unit, und ähnliche Bemühungen zur Zentralisierung des Polizeidienstes, wie die landesweite Auflösung spezialisierter Einheiten für Familiengewalt, Kinderschutz und sexuelle Straftaten (FCS).
Die Partei verabschiedete auf ihrem Bundeskongress 2020 eine Resolution, in der Farmangriffe und Morde zu Hassverbrechen erklärt werden sollen.

#### Soziale Entwicklung
Im Mittelpunkt der sozialen Entwicklungspolitik der DA mit dem Titel „Den Kreislaufs der Armut durchbrechen“ steht ein Grundeinkommenszuschuss, der einen monatlichen Transfer von 110 Rand für alle Erwachsenen, die weniger als 46.000 Rand pro Jahr verdienen, ermöglichen würde. Die Partei unterstützt auch Gesetze, die von den Erziehungsberechtigten von Kindern, die in Armut leben, verpflichtet wären, sicherzustellen, dass ihr Kind 85 Prozent der Schulklassen besucht und zu routinemäßigen Gesundheitsuntersuchungen Zugang hat.
Darüber hinaus schlug die Partei allen Highschool-Immatrikulations einen R6000-Gelegenheitsgutschein oder ein zwölfmonatiges Gemeinschaftsdienstprogramm vor, um die Jugendentwicklung zu unterstützen. Die Partei unterstützt auch eine universelle Altersrente, und die Abschaffung der Rente bedeutet Tests.

#### Bildung
Das Bildungsprogramm der DA, „Vorbereitung auf den Erfolg“, konzentriert sich auf die Bereitstellung angemessener materieller und personeller Ressourcen für leistungsschwache Schulen. Der DA unterstützt den garantierten Zugang zu einem Kernminimum an Ressourcen für jede Schule, angemessene staatliche Schulernährungsprogramme für Lernende der Klassen 1 bis 12 und Maßnahmen zur Ausbildung von 30.000 zusätzlichen Lehrern pro Jahr. Die DA unterstützt weiterhin die Einführung neuer Leistungsziele für Lehrer und Schulen und befürwortet auch einen Lohnzuschuss pro Kind sowie ein nationales Netzwerk von gemeindebasierten frühkindlichen Bildungszentren.

#### Gesundheit
Das gesundheitspolitische Programm der DA „Qualitätspflege für alle“  konzentriert sich auf die Bekämpfung der hohen HIV/AIDS-Infektionsrate des Landes. In diesen Plänen ist eine Erhöhung der Anzahl der Kliniken enthalten, die HIV-Tests anbieten, und Maßnahmen, um alle HIV-positiven Frauen das Medikament Nevirapin zur Verfügung zu stellen. Die Gesundheitspolitik der Partei plant auch, mehr Ressourcen für Impfungen gegen häufige Kinderkrankheiten aufzuwenden.
Die Partei befürwortet auch die Schaffung eines transparenten und wettbewerbsfähigen Gesundheitssektors, um die Erbringung von Dienstleistungen zu fördern und Angehörige der Gesundheitsberufe zu ermutigen, im Land zu bleiben.

#### Wirtschaft
Die Wirtschaftspolitik der DA zielt darauf ab, eine Gesellschaft zu schaffen, in der alle Südafrikaner sowohl die durch die Verfassung garantierten Grundfreiheiten als auch die Möglichkeiten genießen, diese Freiheiten zu nutzen. In ihrer Broschüre des Bundeskongresses 2010, The Open Opportunity Society for All, beschreibt die Partei diese Gesellschaft wie folgt: „Chance ist das Vehikel, mit dem Menschen befähigt werden, ihr Leben zu leben, ihre Träume zu verfolgen und ihr volles Potenzial zu entfalten. Und die DA glaubt, dass die Rolle der Regierung darin besteht, jedem Bürger einen Mindestgrundstandard für qualitativ hochwertige Dienstleistungen und Ressourcen zur Verfügung zu stellen, mit denen er dies tun kann – einen Rahmen für die Wahlmöglichkeiten“.
Die DA befürwortet daher einen Ansatz der gemischten Wirtschaft, bei dem der Staat nur in dem Maße in die Wirtschaft involviert ist, in dem er die Chancen und die Auswahl erweitern kann.
Das Manifest enthält verschiedene Vorschläge, die detailliert beschreiben, wie eine DA-Regierung die Wirtschaft verwalten und das Wachstum fördern würde. Die Mehrheit der von der Partei vorgeschlagenen Interventionen zielt darauf ab, eine Atmosphäre zu schaffen, die der Schaffung von Arbeitsplätzen und größeren ausländischen Direktinvestitionen förderlich ist.
Die DA hat Maßnahmen zur Schaffung von Arbeitsplätzen vorgeschlagen. Die Partei hat auch mehrere gezielte Interventionen vorgeschlagen, um eine höhere Beschäftigung zu ermöglichen, insbesondere innerhalb der Gruppe der jungen Erwachsenen. Zu diesen Interventionen gehört ein Lohnsubventionsprogramm, um die Kosten für die Einstellung von Erstarbeitern zu senken.
Die DA hat sich zu einem antizyklischen fiskalpolitischen Ansatz verpflichtet. Dies zeigt sich in den früheren alternativen Budgetrahmen der Partei, wobei beide alternativen Budgets Defizite aufweisen. Die Partei verteidigte diese Haltung, indem sie argumentierte, dass höhere Ausgaben notwendig seien, um der Wirtschaft aus der Rezession zu helfen. Andere fiskalische Interventionen umfassten eine vorgeschlagene Abschaffung der Mehrwertsteuer auf Bücher und Steuerermäßigungen für Ausgaben zur Kriminalprävention durch Unternehmen.
Die DA unterstützt ein inflationsorientiertes-monetaristisches Programm, das dem der ANC-Regierung ähnelt. Die Partei hat auch wiederholt ihre Unterstützung und ihr Engagement für die Unabhängigkeit des Reserveinstruments bekräftigt. Der DA schlägt vor, Anreize für Ersparnisse zu schaffen, indem sie die Steuern auf Einkommen aus festen Einlagen senkt, die länger als zwölf Monate gehalten werden. Die Partei gibt an, dass dies Südafrika helfen würde, seine inländische Sparquote zu erhöhen, damit das Land in Projekte investieren kann, die zusätzliche Beschäftigungsmöglichkeiten bieten würden.
Die Partei hat den Ansatz des ANC zur „schwarzen wirtschaftlichen Ermächtigung“ abgelehnt, wobei die ehemalige Parteivorsitzende Helen Zille argumentierte, dass die aktuelle Politik nur dazu gedient habe, eine kleine Elite politisch verbundener Geschäftsleute zu bereichern. Die Partei schlug eine Alternative vor, die sie als breit angelegte wirtschaftliche Ermächtigung bezeichnet, die gezielte Interventionen mit Schwerpunkt auf Qualifizierung und sozioökonomischen Investitionen anstelle von Eigentumszielen vorsieht. Die Partei glaubt, dass dieser Ansatz einer breiteren Gruppe schwarzer Südafrikaner die Möglichkeit geben wird, als Teilnehmer des wirtschaftlichen Wettbewerbs aktiv zu werden.
Die Partei befürwortet eine aktive Industriepolitik, die es der Industrial Development Corporation (IDC) ermöglicht, die Industriepolitik zu koordinieren. Darüber hinaus würde es auch einen souveränen Risikokapitalfonds einrichten, um Innovationen in Schlüsselbranchen zu unterstützen. Die DA unterstützt auch die Schaffung von Industrieentwicklungszonen und Exportverarbeitungszonen. Die Partei schlägt vor, dass Hersteller und Exporteure durch die Lockerung von Vorschriften in diesen Sonderwirtschaftszonen in der Lage wären, schneller zu wachsen und mehr Menschen zu beschäftigen. Dies passt in die breitere Vision der Partei, die Wirtschaft zu vergrößern, indem sie Bürokratie und Vorschriften reduziert, von denen sie behauptet, dass sie das Wirtschaftswachstum Südafrikas zurückhalten.
Die DA hat sich gegen die Einführung eines nationalen Mindestlohns ausgesprochen und argumentiert, dass es den Arbeitnehmern erlaubt sein sollte, einen Lohn von weniger als R3500 zu ihren eigenen Bedingungen zu akzeptieren. Im Gegensatz dazu erklärte Präsident Cyril Ramaphosa, dass der Mindestlohn von R3500 pro Monat (R20 pro Stunde) immer noch kein existenzsichernder Lohn sei und nur „den Kampf um einen existenzsichernden Lohn voranben“ würde.

#### Land
Die DA ist entschieden gegen die Landenteignung ohne Entschädigung. Dies ist eine Reaktion auf die jüngsten Versuche des ANC und der EFF, Abschnitt 25 der Verfassung zu ändern, der sich mit der Landreform befasst. Die DA sagt, dass die Änderung der Verfassung die Schleusen öffnen und die Eigentumsrechte untergraben würde, zudem es der Regierung ermöglichen wird, alle „Ländereien“ zu besitzen, und alle Südafrikaner zu zwingen, nur „dauerhafte Mieter des Landes“ zu sein. Die Partei sagt, dass sie sich verpflichtet hat, sicherzustellen, dass diejenigen, die Anspruch auf Land haben, es in Form von direktem Eigentum erhalten sollen, und nicht als lebenslange „Mieter“.
Das Partei-Programm „Land der Möglichkeiten“ unterstützt das Prinzip „williger Käufer, williger Verkäufer“, obwohl es auch die Enteignung zu Reformzwecken unter bestimmten begrenzten Umständen ermöglicht. Die Partei hat die Ressourcen kritisiert, die die Regierung für die Landreform bereitgestellt hat, und behauptet, dass die Regierung nicht ausreichend aktiv gewesen sei, um Land aufzukaufen, das auf dem Immobilienmarkt verfügbar ist. Obwohl die DA glaubt, dass dies das Tempo der Landreform beschleunigen könnte, wurde ihre Politik von Mitgliedern der Dreiparteienallianz lautstark kritisiert. Landminister Thoko Didiza beschuldigte die DA, versucht zu haben, die Landreform zu „ersticken“, während die Kommunistische Partei Südafrikas behauptete, dass die Politik der DA Großunternehmen übermäßig begünstigt. In einer Rede auf dem Nationalkongress der DA im April 2018 lobte der DA-Vorsitzende, Mmusi Maimane, den DA-Provinzverbandsvorsitzenden des Western Cape, Bonginkosi Madikizela, dafür, dass er die Lieferung von 91.000 Eigentumsurkunden in der Provinz überwacht und es den Bewohnern ermöglicht hat, vollständige Eigentumsurkunden für ihre Häuser zu haben.

#### Umwelt und Energie
Im Vorfeld der Wahlen 2009 kündigte die DA an, ein neues Ministerium für Energie und Klimawandel zu schaffen, um eine verbesserte integrierte Energieplanung zu gewährleisten, um auf die wachsenden Kohlendioxidemissionen Südafrikas zu reagieren. Der Umwelt- und Energieplan des DA 2009, „In Trust for the Nation“, schlägt neue Maßnahmen zur Steigerung der Energieeffizienz und die Einführung sektoraler CO2-Emissionsziele vor.

#### Wahlreform
Der DA unterstützt weitgehend die vom Wahlreform-Task-Team von Frederik van Zyl Slabbert empfohlenen Reformen, bei denen das aktuelle Wahlsystem der Parteiliste durch ein 75 % auf Wahlkreisen basierendes und 25 % auf der proportionalen Vertretung basierendes Wahlsystem ersetzt würde, das auf nationaler und provinzieller Ebene gelten würde. Die Governance-Politik der DA zur Förderung einer Regierungspraxis von „Open Opportunity“ sieht auch die direkte Wahl des Präsidenten vor, was den Wählern eine direktere Verbindung zur Exekutive geben würde.
Die DA ist der Ansicht, dass das Stimmrecht auf alle südafrikanischen Bürger ausgeweitet werden sollte, die im Ausland leben und arbeiten, von denen viele beabsichtigen, zurückzukehren. Seit 2013 können sich Südafrikaner, die im Ausland leben, bei nationalen Wahlen registrieren und an Wahlen teilnehmen.

#### Außenpolitik
Die DA neigt dazu, eine pro-westliche Außenpolitik zu verfolgen.
Sie war während des russisch-ukrainischen Krieges ein starker Unterstützer der Ukraine. Südafrika, ein Mitglied der BRICS-Staatengruppe, ist während der russischen Invasion der Ukraine neutral geblieben, aber die DA (einschließlich der von der DA kontrollierten Gremien) unterstützt die Ukraine und hat die zweideutige Position Südafrikas kritisiert, obwohl der ANC die Unterstützung Russlands bestritten hat und darauf besteht, dass es neutral ist. Steenhuisen besuchte die Ukraine im Jahr 2022. Die Partei hat auch die Verhaftung des russischen Präsidenten Wladimir Putin gefordert.
Im Gegensatz zum ANC, der offiziell seine Unterstützung für Palästina erklärte und sich weigerte, Hamas für seine Angriffe auf Israel am 7. Oktober 2023 zu verurteilen, verurteilte die DA zusammen mit anderen Mitgliedern der Mehrparteiencharta die Hamas für ihre Angriffe auf Israel und erklärte sie zu einem unprovozierten Angriff auf das Land. Die DA unterstützt wie der ANC eine Zweistaatenlösung für den israelisch-palästinensischen Konflikt. Der von der DA kontrollierte Stadtrat von Kapstadt lehnte es ab, die Regierungsposition im Rechtsstreit „Südafrika vs. Israel“ zu unterstützen, ein Fall, der von Südafrika vor dem Internationalen Gerichtshof (ICJ) eingereicht wurde und Israel beschuldigt, Völkermord an Palästinensern im Gazastreifen begangen zu haben. Die Entscheidung löste Proteste von pro-palästinensischen Zivilisten in Kapstadt aus.

## Organisationsstruktur
Die Partei wird von einem Vorsitzenden (Leader) geführt. Auf nationaler Ebene sind neben dem Vorsitzenden der parlamentarische Vorsitzende (Parliamentary Leader), der Parteisprecher, der „Bundesratsvorsitzende“ (Chairperson of the Federal Council) und dessen drei Vertreter, der Vorsitzende des Bundesfinanzkomitees sowie der stellvertretende Vorsitzende des „Bundesrats“ (Federal Council) Mitglieder der Parteiführung. Zusammen mit weiteren nationalen Führungspersonen der DA bilden sie die „Bundesleitung“ (Federal Executive). Das wichtigste Organ ist der „Bundesrat“ der Partei, der aus der „Bundesleitung“ und Mitgliedern der nationalen, regionalen und lokalen Führung besteht und dem mindestens 150 Personen angehören. Die Parteitage heißen „Bundeskongresse“ (Federal Congress) und werden alle zwei Jahre abgehalten; er wählt die Parteiführung.
Die Jugendorganisation ist die DA Youth.

### Parteiführung

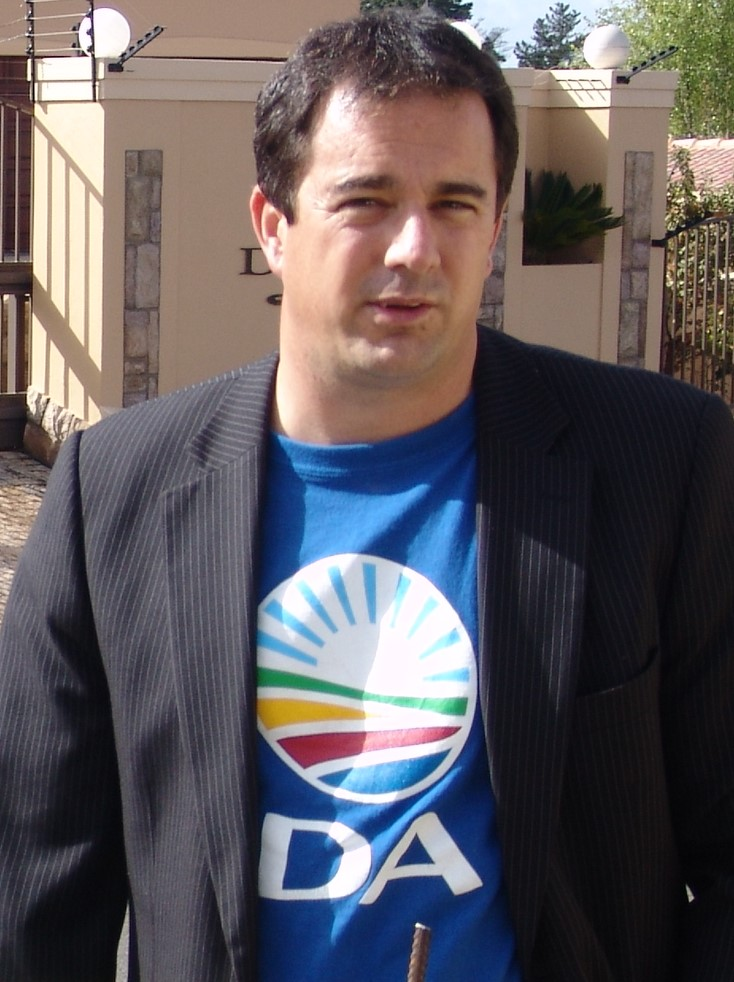
John Steenhuisen

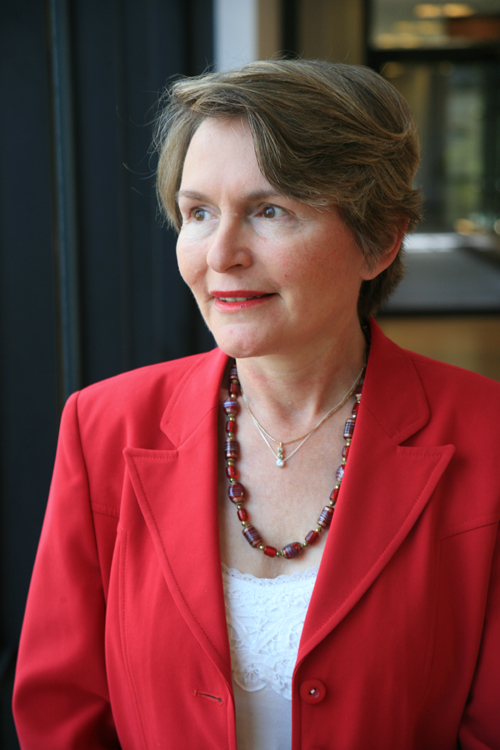
Helen Zille

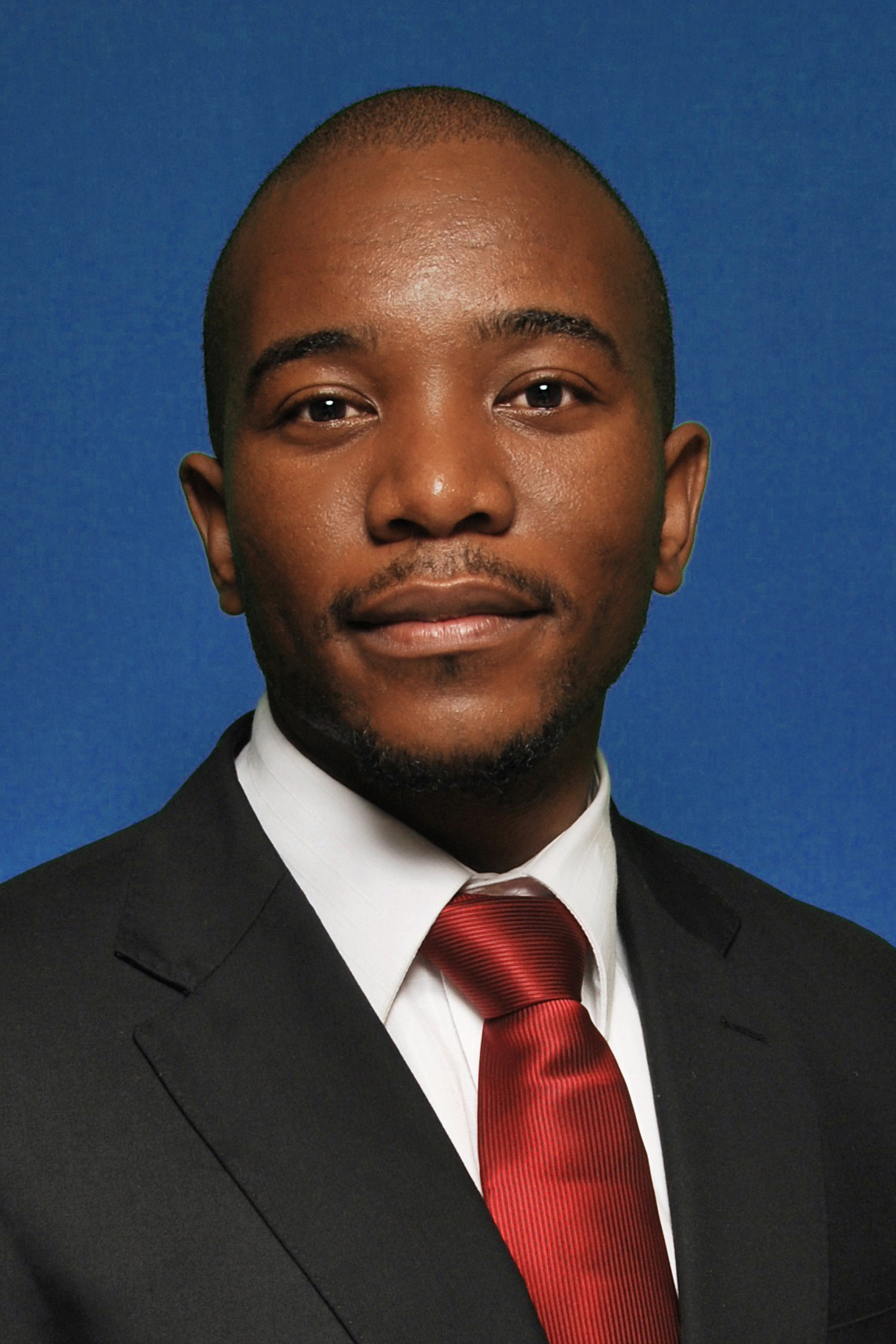
Mmusi Maimane

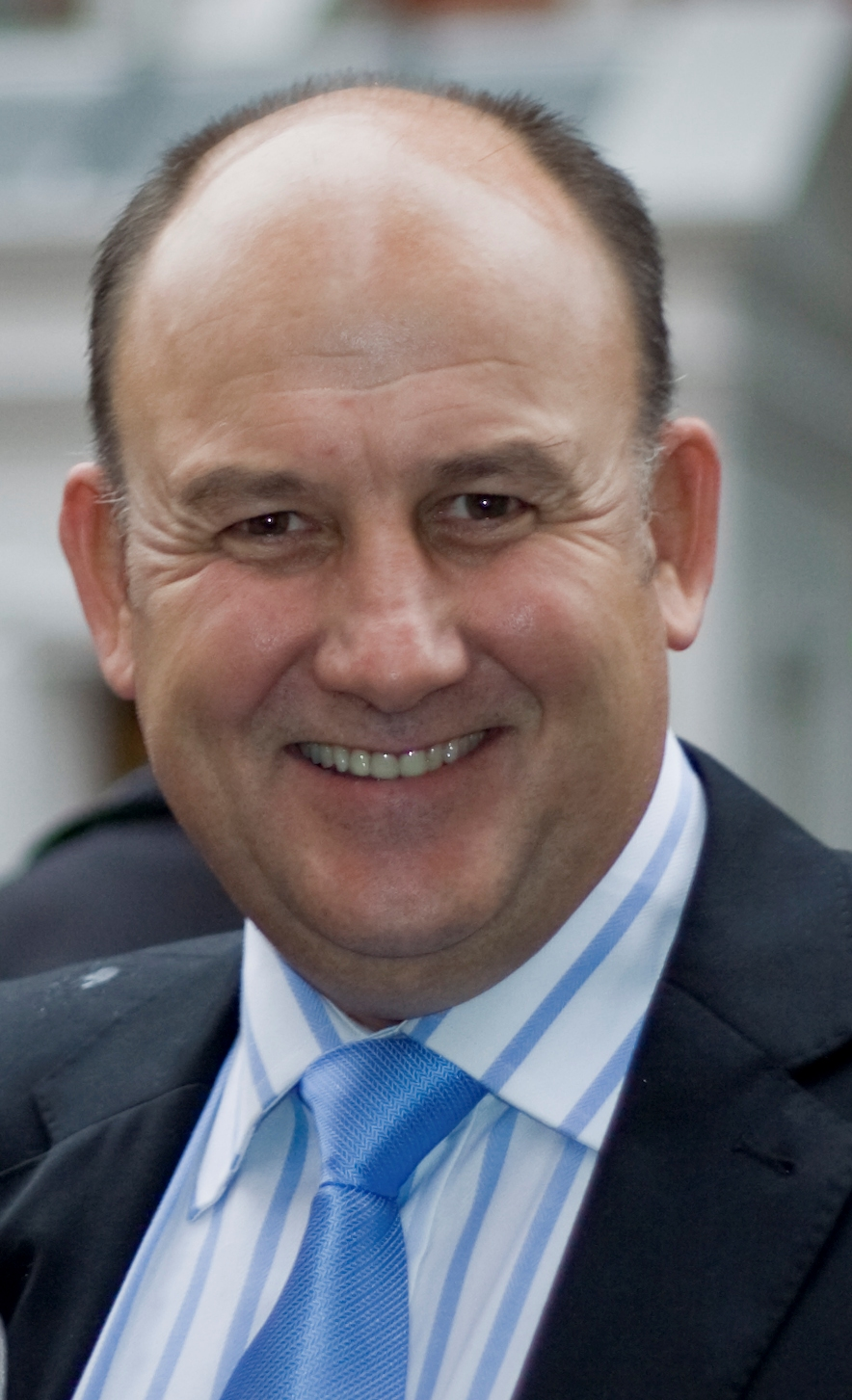
Athol Trollip

Die Parteiführung seit dem 1. November 2020 besteht aus:
| Leader (Parteivorsitzender)                                                       | John Steenhuisen (seit dem 1. November 2020)   |
| Opposition Leader (Fraktionsführer/Oppositionsführer)                             |                                                |
| Chairperson of the Federal Council (Bundesparteiratsvorsitzender)                 | Helen Zille                                    |
| Deputy Chairpersons of Federal Council (Stellv. Vorsitzende des Bundesparteirats) | James Masango, Thomas Walters                  |
| Federal Chairperson (Bundesvorsitzender/Generalsekretär)                          | Ivan Meyer                                     |
| Deputy Federal Chairpersons (Stellv. Bundesvorsitzende)                           | Jaques Smalle, Andon Bredell, Rafilwe Nt’sekhe |
| Chairperson of Federal Finance (Vorsitzender des Finanzkomitees/Schatzmeister)    | Deon George                                    |

## Parteivorsitzende
| 2000–2007 | Tony Leon (bereits 1994–2000 Vorsitzender der DP) |
| 2007–2015 | Helen Zille                                       |
| 2015–2019 | Mmusi Maimane                                     |
| 2020–     | John Steenhuisen                                  |

## Wahlergebnisse
| Jahr | Wahl                              | Stimmenanteil | Sitze  |
| ---- | --------------------------------- | ------------- | ------ |
| 1994 | Wahl zur Nationalversammlung 1994 | 1,73 %1       | 7/400  |
| 1999 | Wahl zur Nationalversammlung 1999 | 9,56 %1       | 35/400 |
| 2004 | Wahl zur Nationalversammlung 2004 | 12,37 %       | 50/400 |
| 2009 | Wahl zur Nationalversammlung 2009 | 16,66 %       | 67/400 |
| 2014 | Wahl zur Nationalversammlung 2014 | 22,20 %       | 89/400 |
| 2019 | Wahl zur Nationalversammlung 2019 | 20,77 %       | 84/400 |
| 2024 | Wahl zur Nationalversammlung 2024 | 21,81 %       | 87/400 |

1 als Democratic Party